# Horas de luz
Horas de luz és una pel·lícula espanyola del 2004 dirigida per Manuel Matji Tuduri.

## Argument
Juan José Garfia (Alberto San Juan) comet 3 assassinats i és condemnat a 100 anys de presó. Juanjo és un pres rebel i és traslladat diverses vegades de presó per ser l'autor d'intents d'amotinament.
Un dia al penal del Dueso coneix a Marimar (Emma Suárez), una infermera de presons. Amb ella sorgeix un sentiment de benestar. És el seu suport per a poder viure el dia a dia...

## Repartiment
- Alberto San Juan - Juan Jose Garfia
- Emma Suárez - Marimar
- José Ángel Egido - Chincheta
- Vicente Romero - Morata
- Ana Wagener - Chus
- Paco Marín - Rafa

## Comentaris
Basat en fets reals. Els passadissos de l'antic hospital militar del Generalíssim, al carrer d'Isaac Peral de Madrid han servit d'escenari per a recrear la presó. En el 2006 la parella protagonista (Alberto San Juan i Emma Suárez) també treballaran junts en la pel·lícula Bajo las estrellas.

## Premis
Goya 2005
| Categoria            | Persona                                      | Resultat  |
| -------------------- | -------------------------------------------- | --------- |
| Millor muntatge      | José María Biurrun                           | Candidat  |
| Millor guió original | José Ángel Esteban Carlos López Manolo Matji | Candidats |

Festival Internacional de Cinema de Sant Sebastià 2004
- Candidata a la Conquilla d'Or a la millor pel·lícula.

Premis Turia 2005Premi Especial (Emma Suárez)
Festival de Cinema d'Espanya de Tolosa de Llenguadoc 2005Premi al millor actor i nominada a la Violeta d'Or